# Haplocladium jacquemontii
Haplocladium jacquemontii là một loài Rêu trong họ Thuidiaceae. Loài này được (Bruch & Schimp. ex Müll. Hal.) Broth. mô tả khoa học đầu tiên năm 1907.